# 里基泰阿
里基泰阿（法語：Rikitea）是南太平洋法屬波利尼西亞甘比爾群島芒阿雷瓦岛的主要城鎮，也是該島和該群島的首府，位於該島西南部海岸，距離托泰盖吉耶机场東北部9公里。大多數島民生活在里基泰阿。1871年淪為法國的保護國，1881年被法國兼併。